# Theodore Roosevelt mlajši
Theodore Roosevelt mlajši (znan tudi kot Teddy Roosevelt), ameriški politik, poslovnež in general, * 13. september 1887, Oyster Bay, New York, ZDA, † 12. julij 1944, Normandija, Francija.
V vojaško in zgodovino se je vpisal kot:
- najmlajši polkovni poveljnik v Ameriški ekspedicijski sili med prvo svetovno vojno,
- prvi zavezniški general, ki se je med operacijo Overlord izkrcal na normandijsko obalo,
- edini zavezniški general, ki je sodeloval v prvem valu izkrcanja med celotno operacijo Overlord (sam se je izkrcal na obalo Utah) in
- drugi nosilec medalje časti, ki je bil sin predsednika ZDA.

Poleg tega je bil:
- pomočnik sekretarja za mornarico,
- guverner Puerta Rica (1929–1932),
- generalni guverner Filipinov (1932–1933),
- predsednik odbora American Express Company in
- podpredsednik Douledaya.

## Življenje
Rodil se je na družinskem posestvu Oyster Bay v New Yorku kasnejšemu predsedniku ZDA Theodorju Rooseveltu. Obiskoval je Groton School in nato Univerzo Harvard, kjer je leta 1908 tudi diplomiral.
Potem je vstopil v poslovni svet, kjer je zasedal visoke položaje v različnih jeklarskih in preprožnih podjetjih; nato je postal vodja poslovalnice investicijske banke.
Po služenju v prvi svetovni vojni je bil 1919 izvoljen v državni svet New Yorka. 1921 je bil postavljen za pomočnika sekretarja za mornarico. Tu je predvsem nadzoroval prevzem najemnih pogodb za naftna polja s strani zasebnih podjetij. Pri tem se je vpletel v t. i. Teapot Dome škandal. Čeprav je bil oproščen vseh obtožb, je bil njegov ugled omajan.
1924 je bil premagan kot republikanski kandidat za guvernerja New Yorka.
Septembra 1929 ga je predsednik ZDA Herbert Hoover imenoval za guvernerja Puerto Rica, nakar ga je imenoval za generalnega guvernerja Filipinov. S tega položaje je odstopil, ko je bil njegov bratranec Franklin D. Roosevelt izvoljen za predsednika ZDA.
1935 je postal podpredsednik založbe Doubleday Doran & Company.
Kmalu po izbruhu 1. svetovne vojne se je skupaj z dvema bratoma Quentinom in Archibaldom) prijavil v Kopensko vojsko ZDA. Služil je kot major v 1. pehotni diviziji, nakar je bil povišan v podpolkovnika. Sodeloval je v več bitkah. Poleti 1918 je preživel plinski napad pri Soissonsu.
1940 je vstopil v vojaški osvežilni tečaj za poslovneže, ki so prej že služili v oboroženih silah. Aprila 1941 se je vrnil v aktivno sestavo kot poveljnik 26. pehotnega polka, ki mu je že poveljeval med 1. svetovno vojno.
Teddy je bil znan kot poveljnik, ki je bil rajši na fronti kot poveljništvu. 8. novembra 1942 je vodil napad svojega polka na Oran (Afrika). 1943 je preživel kot namestnik poveljnika 1. pehotne divizije.
Nato je sodeloval v operaciji Krepak, postal poveljnik zavezniških sil na Sardiniji ter glavni zvezni častnik pri francoski kopenski vojski v Italiji kot predstavnik Eisenhowerja.
Februarja 1944 je bil poslan v Anglijo, kjer je sodeloval pri načrtovanju operacije Overlord. Po neštetih prošnjah je dobil dovoljenje, da se izkrca v prvem valu. To je storil na obali Utah kot poveljnik 4. pehotne divizije. Za izredno poveljevanje pod sovražnikovem ognjem je prejel medaljo časti.
Med celotno vojno je trpel zaradi artritisa, zaradi česar je moral hoditi s palico. Še preden je zvedel, da je bil povišan v generalmajorja in postavljen za poveljnika 1. pehotne divizije, je umrl zaradi srčnega napada.

## Napredovanja
- 1914 - poročnik
- ? - nadporočnik
- ? - stotnik
- 1917 - major
- 1918 - podpolkovnik
- 1940 - polkovnik
- 1941 - brigadni general
- junij 1944 - generalmajor

## Odlikovanja
- medalja časti
- Distinguished Service Cross
- Croix de Guerre
- Legija časti